# Lepidopilum pungens
Lepidopilum pungens là một loài rêu trong họ Daltoniaceae. Loài này được Mitt. Müll. Hal. mô tả khoa học đầu tiên năm 1875.